# Bauduen
Bauduen település Franciaországban, Var megyében. Lakosainak száma 318 fő (2022. január 1.). Bauduen Sainte-Croix-du-Verdon, Aiguines, Baudinard-sur-Verdon, Moissac-Bellevue, Régusse, Les Salles-sur-Verdon, Vérignon és Aups községekkel határos.

## Népesség
A település népességének változása:
| Lakosok száma | 321  | 316  | 329  | 318  | 320  | 321  | 319  | 319  | 318  |
|               | 2013 | 2015 | 2016 | 2017 | 2018 | 2019 | 2020 | 2021 | 2022 |